# غفران بالخیر
غفران بالخیر (انگلیسی: Ghofrane Belkhir; ۱۱ اوت ۲۰۰۱) وزنه‌بردار اهل تونس است.